# Christian Bermúdez
Christian Bermúdez, né le 26 avril 1987 à Nezahualcóyotl, est un footballeur mexicain évoluant au milieu de terrain. Il est l'un des deux buteurs de la finale aller de la Ligue des Champions de la CONCACAF 2009 qui ont permis à son club du CF Atlante de remporter le trophée continental (2-0; 0-0).
Il a participé à la Coupe du monde des moins de 20 ans 2007 au Canada avec la sélection mexicaine. Il y dispute trois matchs et marque un but face à la Nouvelle-Zélande. Le Mexique est éliminé en quart-de-finale par le futur vainqueur l'Argentine (0-1). Il compte également une sélection dans l'équipe senior du mexique.

## Palmarès
- Vainqueur de la Ligue des Champions de la CONCACAF 2009.
- Champion du Mexique : 2007 (apertura).
- Vainqueur de la Gold Cup 2011